# Helga Øvsthus Fenne
Helga Øvsthus Fenne, née le 1er août 1964 à Voss, est une biathlète norvégienne.

## Biographie
Elle fait ses débuts internationaux en 1987.
Lors de la saison 1987-1988 de Coupe du monde, elle obtient ses meilleurs résultats, montant sur deux podiums individuels à Holmenkollen, puis à Jyväskylä, où elle s'impose sur le sprint en plus de gagner le relais. Lors des Championnats du monde 1988, elle se classe septième du sprint.
Mariée à Gisle Fenne, elle est la mère de la biathlète Hilde Fenne

## Palmarès

### Championnats du monde
| Épreuve     | 1987 à Lahti | 1988 à Chamonix | 1990 à Feistritz |
| ----------- | ------------ | --------------- | ---------------- |
| Individuel  | 28e          |                 |                  |
| Sprint      |              | 7e              |                  |
| Relais      |              |                 |                  |
| Par équipes |              |                 | 6e               |

### Coupe du monde
- Meilleur classement général : 8e en 1988[2].
- 2 podiums individuels : 1 victoire et 1 troisième place.
- 1 victoire en relais.